# Saharolana seurati
Saharolana seurati är en kräftdjursart som beskrevs av Théodore Monod 1930. Saharolana seurati ingår i släktet Saharolana och familjen Cirolanidae. Inga underarter finns listade i Catalogue of Life.